# 아비예브 마랏 자크슬코비치
아비예브 마랏 자크슬코비치(카자흐어: Әбиев Марат Жақсылықұлы, 1989년 9월 6일)는 카자흐스탄 사업가 및 카자흐스탄 꿈이라는 책의 저자이며, Forbes Kazakhstan 잡지에 따르면 가장 젊은 백만장자이다. 2013년 11월, 아비예브 마랏의 자산은 11,000,000달러로 추정된다.

## 자서전
'아비예브 마랏 자크슬코비치'는 1989년9월6일에 카자흐스탄 공화국, 악토베 지역, 칸드아가시에서 태어났다.
1999년에 경제 위기 때문에 아비예브 가족은 지역 센터인 악토베로 이사갔다

### 가족
아비예브 자크슬르크 몌디하토바치(아버지)는 카자흐스탄의 레니나 과학 기술 대학교를 졸업해서 석유 및 가스 산업의 기계와 장비에 대한 자격을 얻었다. 아비예브 아버지는 악토베 석유 탐사 원정대에서 모터 담당자로서 일했으며 오크탸브르스키 드릴링 기관에서 기계공과 작업장의 담당자로서 일했고 산업 지원 중앙 기관에서 수석 엔지니어로서 일했으며 《벨리카야 스테나(대단한 벽)》에서 작업장의 담당자로서 일했다. 최근 몇년 동안 《악 베렌》 국가 기업에서 운영 작업에 대한 부사령관의 대리인으로서 중령의 계급으로 일했다.
어머니 아비예 타마라 아사우하노바는 대학교에서 건축 및 건축 공사 과정을 가르치며, 카자흐스탄 소련의 체스 챔피언이다.
여동생자크슬르크 마르잔굴 자크슬르코브나는 카자흐스탄 인도주의 법학 대학교의 학생이다.
고등학교를 졸업한 후 악토베 협동 대학에 입학했다. 2009년에 그 대학교를 졸업해서 정보 처리 및 관리에 대한 자동화된 시스템에 대한 자격을 얻었다.
2002년에 네트워크 마케팅의 분야에서 일하기 시작했다.
2003년부터 2005년까지 악토베 랩 그룹을 홍보했다.
2004년에 컴퓨터와 기계 유지 보수에 대한 서비스를 제공하는 《ААА Тechnology》회사를 설립했다.
아비예브는 2007년부터 개인 사업가로서 일하기 시작해서 《W》 및 《IT-outsourcing》 회사를 설립했다. 《W》회사는 웹사이트 제작, 디자인 및 유지에 종소하는 웹 스튜디오이다. 그 회사는 웹 사이트 제각에 대한 서비스를 제공하는 악토베 지역의 최초 회사중 하나였다. 《W》웹 스튜디오는 서비스 부문에서의 최고 회사로 상을 받았다. 회사는 작업의 전체 및 부분 지원에 대한 서비스를 제공했으며 IT 인프라의 회사 유지 보수 및 현대화에 대한 서비스를 제공했다.
마랏은 2009년에 《유로모바일》 유한 책임 파트너십을 설립했으며 회사의 주요 활동은 차량의 위성 기반 모니토링을 서비스를 제공하는 것이다.
마랏은 2011년에 《KSP Steel 무역 하우스》 유한 책임 파트너십을 설립했다. 그 회사는 카자흐스탄 공화국에서 가스 산업에서 일하는 회사 및 지하 자원의 사용자에게 원활한 강철 파이프를 제조하는 유일한 제조 업체인 《KSP Steel》 유한 책임 파트너십의 판매량을 증가시키기 위해 설립되었다.
80%의 카자흐스탄 공화국의 지하 자원의 사용자는 《무역 하우스 KSP Steel》 유한 책임 파트너십덕분에 카자흐스탄 파이프 제품을 인식하고 구입하기 시작했다. 그전에 카자흐스탄의 지하 자원의 사용자는 외국 업체로부터 파이프 제품을 구입했다
《KSP Steel 무역 하우스》 사는 제품 부문에서의 최고 회사 상, 카자흐스탄 선택 증명서, 유럽-아시아- 국경없는 협력 메달 등을 받았다.
2012년에 《카자흐스탄의 제품 제조 업체 협회》라는 법인 협회를 설립했다. 협회의 주요 임무는 국내 제조 업체를 보호하고 촉진하는 것이다.
또한 아비예브는 영국 및 러시아 연방에서 카자흐스탄에서 생산된 제품을 판매하는 회사를 설립했다. 또한 아비예브는 영국, 러시아 연방, 터키, 중국, 벨라루스 등에서 이란 이슬람 공화국으로 금속, 식품, 의약품을 공급한다.

## 문헌 목록
- 《카자흐스탄 꿈》 (2013)

## 자산
Forbes Kazakhstan의 평가에 따르면 2013년11월에 아비예브 마랏의 자산은 11,000,000달러로 추정된다

## 추가 사실
- Kapital.kz의 비즈니스 포털은 아비예브 마랏을 2013년에 최고 사람으로 뽑았다.[3] 또한 다음 사람들도 2013년에 최고 사람으로서 선택되었다: 누르술탄 나자르바예프, 그리고리 마르첸코, 케네스 라키셰브 및 미하일 로므타제 등.